# Sicyopterus lagocephalus
Sicyopterus lagocephalus là một loài cá biển thuộc chi Sicyopterus trong họ Oxudercidae. Loài này được mô tả lần đầu tiên vào năm 1770.

## Từ nguyên
Từ lagocephalus trong danh pháp của S. lagocephalus được ghép từ 2 âm tiết trong tiếng Hy Lạp cổ đại: lagos ("thỏ rừng") và cephalus ("đầu"), ám chỉ mõm của loài cá này ngắn và hàm trên có hình bán cầu giống mũi của loài thỏ.

## Phạm vi phân bố và môi trường sống
S. lagocephalus có phạm vi phân bố rộng rãi ở vùng biển Ấn Độ Dương - Thái Bình Dương. Ở Ấn Độ Dương, S. lagocephalus được tìm thấy ở Comoros và quần đảo Mascarene, và ở Thái Bình Dương, loài cá này xuất hiện ở Nhật Bản, trải dài về phía nam đến Polynesia thuộc Pháp, Nouvelle-Calédonie và phía đông bắc bang Queensland (Úc).
S. lagocephalus là một loài cá di cư. Cá trưởng thành sống trong những con sông, suối chảy xiết với đáy đá trong rừng nhiệt đới, còn cá con lại sống ở ngoài biển khơi.

## Mô tả
Chiều dài cơ thể tối đa được ghi nhận ở S. lagocephalus là 13 cm. Cá đực có màu xanh lục lam ánh kim ở hai bên thân, vây đuôi có màu vàng hồng hoặc hơi xám trong suốt mùa khô; các vây còn lại có màu xám sẫm. Vào mùa mưa, cá đực trở nên sặc sỡ hơn: vây đuôi chuyển sang màu đỏ cam; rìa vây đuôi có màu trắng xanh ánh kim; vây ngực màu trắng. Cá cái có màu nâu xám hoặc xám nhạt, bụng màu trắng. Cả hai giới đều có các vệt đốm màu sẫm dọc theo lưng đến gốc vây đuôi.
Số gai ở vây lưng: 6 - 7; Số tia vây ở vây lưng: 10 - 12; Số gai ở vây hậu môn: 1; Số tia vây ở vây hậu môn: 10; Số tia vây ở vây ngực: 17 - 20; Số gai ở vây bụng: 1; Số tia vây ở vây bụng: 5.

## Sinh thái học
Quá trình sinh sản của S. lagocephalus xảy ra ở môi trường nước ngọt. Lúc này, cá cái sẽ luồn xuống dưới một tảng đá, bám vào bề mặt dưới của đá và bắt đầu đẻ trứng. Trứng được dính chặt vào đá bởi các sợi keo phủ lấy chúng. Cá đực sẽ phun tinh dịch lên đám trứng đó để thụ tinh.
Sau khi chào đời, cá bột (hay cá ấu trùng) sẽ theo dòng chảy của sông suối trôi ra biển. Trong điều kiện nhiệt độ tự nhiên, cá bột của S. lagocephalus chỉ sống được trong môi trường nước ngọt tối đa là 4 ngày. Nếu ở trong nước ngọt lâu hơn khoảng thời gian này, cá bột sẽ chết trước khi chúng kịp ra tới biển.
Các kết quả nghiên cứu cho thấy, cá bột không trải qua bất kỳ sự phát triển nào khi còn ở trong môi trường nước ngọt, mà chính việc di cư ra biển mới gây ra sự biến đổi hình thái ở chúng. Sự phát triển này sẽ diễn ra nhanh hơn khi nhiệt độ nước càng ấm, và cũng phụ thuộc vào độ sâu của nước trong quá trình cá bột xuôi dòng ra biển. Quá trình biến đổi hình thái đối với các loài thuộc phân họ Sicydiinae kéo dài trong khoảng từ 3 đến 6 tháng, tùy theo từng loài. Sau giai đoạn này, cá hậu ấu trùng sẽ quay trở lại cửa sông, dần phát triển thành cá trưởng thành trong quá trình di cư ngược dòng.